# Hemileuca oliviae
Hemileuca oliviae är en fjärilsart som beskrevs av Cockerell 1898. Hemileuca oliviae ingår i släktet Hemileuca och familjen påfågelsspinnare. Inga underarter finns listade i Catalogue of Life.